# Great Basin-öknen

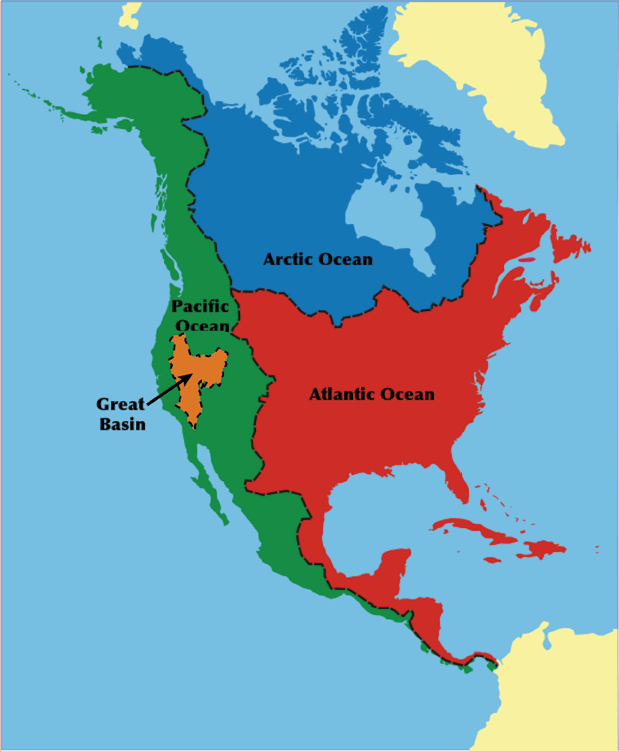
Great Basin i orange

Great Basin-öknen (även kallad Stora bäckenet eller Sierra Nevada-öknen) är ett inte helt överlappande ökenområde i Great Basin i västra USA, huvudsakligen i Nevada och till mindre del i Wyoming, Idaho och Oregon. Öknen sträcker sig över Churchill, Clark, Esmeralda, Lincoln, Mineral, Nye, Pershing, Inyo och Millard County. 
Öknen, som är en av världens tio största, avgränsas av karakteristiska växters utbredningsområden.